# Jüdischer Friedhof (Anholt)

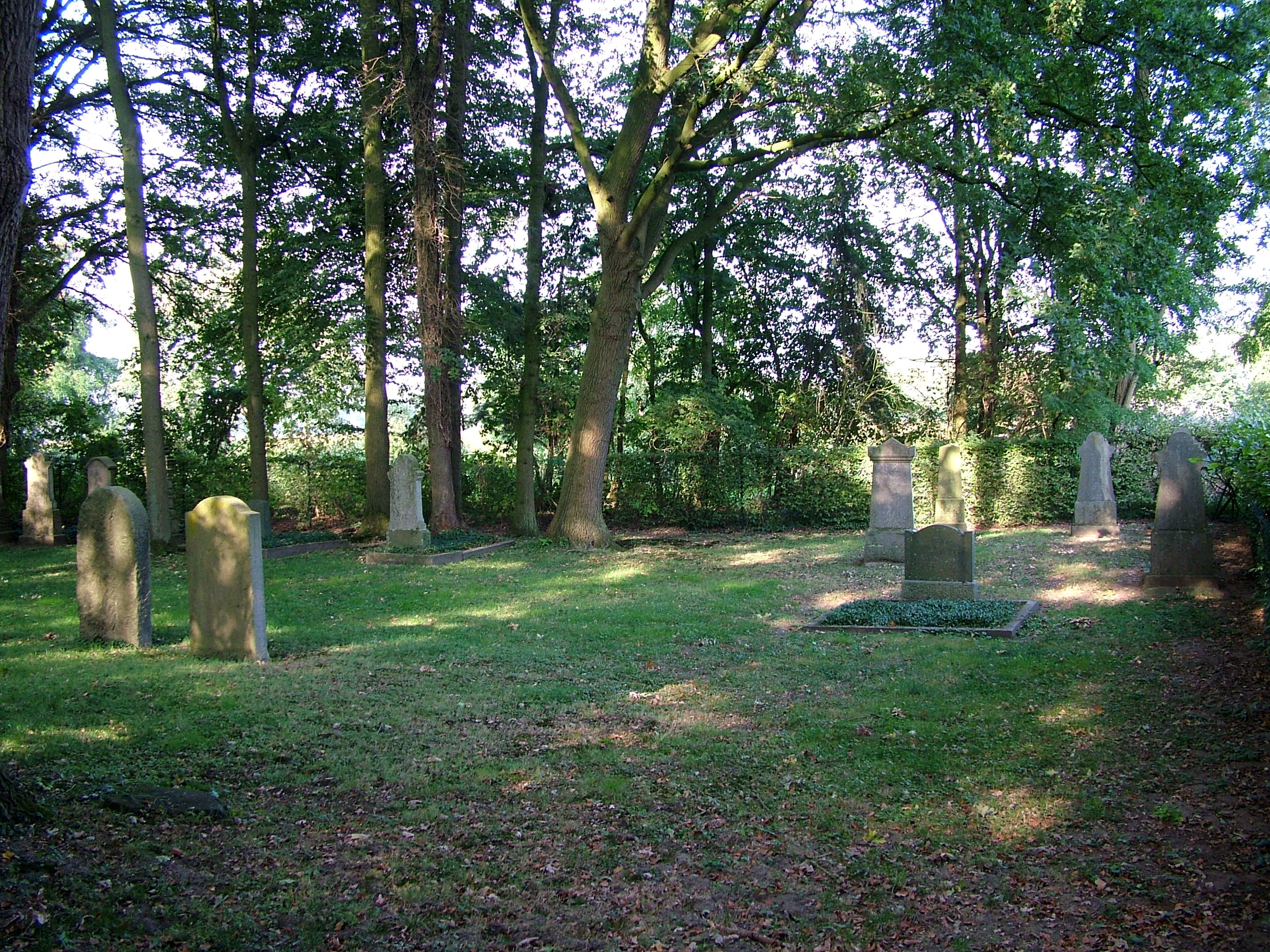
Jüdischer Friedhof in Anholt

Der Jüdische Friedhof Anholt befindet sich in Anholt, einem Ortsteil der nordrhein-westfälischen Stadt Isselburg im Kreis Borken.
Der 763 m² große Friedhof liegt in der Gemarkung Dwarsefeld in unmittelbarer Nähe des ehemaligen Hofes „Borkes Kathe“, Dwarsefeld 2, hinter der Sportanlage des SC Westfalia Anholt. Wann der Friedhof angelegt wurde, ist nicht mehr feststellbar. Ein Anfang des 20. Jahrhunderts gefundener Grabstein stammte aus dem Jahr 1821. Von den heute noch vorhandenen siebzehn Grabsteinen ist der älteste von 1841.
Bis 1934 wurde auf diesem Friedhof bestattet. Seit 1956 wird er durch die Stadt Anholt (seit 1975 durch Stadt Isselburg) gepflegt.
Der Friedhof ist unter der Nr. 52 in die Denkmalliste der Stadt Isselburg eingetragen.